# Yoko Asakai
Yoko Asakai (japanska: 朝海陽子?, Asakai Yoko), född 1974 i Tokyo, är en japansk konstnär. Hon arbetar med video och fotografi. Hennes verk har ställts ut och köpts in av Tokyos stads fotografimuseum, Shanghais museum, Queensland Art Gallery/Gallery of Modern Art och Kiyosatomuseet för fotokonst.

## Biografi
Yoko Asakai bor och arbetar i Tokyo. 1998 tog hon examen vid Rhode Island School of Design, på fakulteten för fotografi.
Asakai arbetar främst med situationer i en social kontext, och hon undersöker hur den påverkan som kommer från seendet och vetandet. Videoverket "Tuning" presenterar ett flöde av bilder som skildrar något "efteråt", medan ett piano är med och strukturerar flödet.
I fotoutställningar som sight och Conversation försöker Asakai fånga ögonblick där människor är djupt engagerade i något och glömmer av sig själva. Fotografiet är där en sorts ställföreträdande vetenskap som reflekterar över naturfenomenen.
2014 deltog hon i utställningar i Sverige.

## Utställningar (solo)
- 1999 – The Book of Memory, Gallery Mole, Tokyo
- 2007 – Triger, Zeit-Foto Salon, Tokyo
- 2008 – Sight, Konica Minolta Plaza, Tokyo
- 2009 – 22932, Mujin-to Production, Tokyo
- 2011 – sight, AKAAKA, Tokyo
  - Conversation, Mujin-to production, Tokyo
  - Northerly Wind, NADiff Gallery, Tokyo
  - 22932 / akita, Projectroom Sasao, Akita
- 2012 – Yoko Asakai Solo show, Mujin-to Production, Tokyo

Källor: 

## Utmärkelser
- 2008 – Sagamihara Emerging Photographer Encouragement Award[1]
- 2008 – Konica Minolta Fotopremio Special Award[1]

## Källhänvisningar
1. 1 2 3 4  "Yoko ASAKAI". Arkiverad 28 oktober 2014 hämtat från the Wayback Machine. Aptglobal.org. Läst 28 oktober 2014. (engelska)
2. ↑  "About / CV". Arkiverad 1 november 2014 hämtat från the Wayback Machine. Yokoasakai.com. Läst 1 november 2014. (japanska)(engelska)
3. ↑  " Yoko ASAKAI 朝海陽子 ". Shashasha.co. Läst 31 oktober 2014. (engelska)
4. 1 2  "A Sense of Urgency – Yesterday's News". Konstepidemin.se. Läst 31 oktober 2014.
5. ↑  "“Re-Modernologio” phase2 :Observation and Notation". Arkiverad 1 november 2014 hämtat från the Wayback Machine. Acac-aomori.jp. Läst 31 oktober 2014. (engelska)
6. ↑  "12 oktober: Shock and Change – Japans samtidskonst efter Fukushima". Arkiverad 1 november 2014 hämtat från the Wayback Machine. Modernamuseet.se. Läst 31 oktober 2014.
7. ↑  "Yoko Asakai  1974, JP". Artfacts.net. Läst 1 november 2014. (engelska)